# The Night the Sun Came Up
The Night the Sun Came Up là album phòng thu đầu tiên của nghệ sĩ ghi âm người Mỹ Dev. Nó được phát hành vào ngày 02 tháng 9 năm 2011 bởi Universal Republic. Dev làm việc với các hip hop người Mỹ thay thế bộ đôi sản xuất Cataracs, người đạo diễn sản xuất của toàn bộ album cùng với đồng văn bản bài hát với Dev. Các quá trình sản xuất của album đã diễn ra chủ yếu trong tháng 1 năm 2011 và được hiện đang tiếp tục nhưng những ngày phát hành tại miền Bắc nước Mỹ album đã được trì hoãn từ ngày 20 tháng 9 năm 2011 đến ngày 10 tháng 1 năm 2012 như một yêu cầu Dev để thêm nhiều bài hát hơn cho album này, tuy nhiên, Amazon.com đã thông báo album sẽ được đẩy trở lại một lần nữa đến 26 tháng 3 năm 2012.
Album nhận được những đánh giá tích cực, với nhà phê bình khen thưởng sản xuất của nhiều người trong số các bài hát trong khi so sánh âm nhạc trên các thiết lập Electropop stylings của nghệ sĩ ghi âm Mỹ Ke$ha và nghệ sĩ thu âm người Thụy Điển Robyn. Các bài hát được lấy cảm hứng từ câu chuyện cuộc sống của Dev trong vài năm qua. The night the sun came up chủ yếu là một Electropop và Dance/pop album, trong đó kết hợp các yếu tố của thể loại âm nhạc như dubstep, urban, Eurodance và rock. Các loạt chủ đề của album từ quan hệ tình dục, tiệc tùng, tình yêu và đời sống. Tại Hoa Kỳ, album đạt đến một đỉnh cao của số 61, bán được 7.560 bản trong tuần đầu phát hành. Nó cũng đạt vị trí số 136 trên bảng xếp hạng album của Anh.

## Danh sách ca khúc
| Phát hành chính thức ở châu Âu | Phát hành chính thức ở châu Âu             | Phát hành chính thức ở châu Âu                        | Phát hành chính thức ở châu Âu | Phát hành chính thức ở châu Âu |
| STT                            | Nhan đề                                    | Sáng tác                                              | Sản xuất                       | Thời lượng                     |
| ------------------------------ | ------------------------------------------ | ----------------------------------------------------- | ------------------------------ | ------------------------------ |
| 1.                             | "Getaway"                                  | Devin Tailes, Niles Hollowell-Dhar, David Singer-Vine | The Cataracs                   | 2:21                           |
| 2.                             | "In My Trunk"                              | Tailes, Hollowell-Dhar, Singer-Vine                   | The Cataracs                   | 3:18                           |
| 3.                             | "Me"                                       | Tailes, Hollowell-Dhar, Singer-Vine                   | The Cataracs                   | 3:37                           |
| 4.                             | "Breathe"                                  | Tailes, Hollowell-Dhar                                | The Cataracs                   | 3:40                           |
| 5.                             | "Take Her from You"                        | Tailes, Hollowell-Dhar, Singer-Vine                   | The Cataracs                   | 3:26                           |
| 6.                             | "Lightspeed"                               | Tailes, Hollowell-Dhar, Singer-Vine                   | The Cataracs                   | 4:00                           |
| 7.                             | "Dancing Shoes"                            | Tailes, Hollowell-Dhar                                | The Cataracs                   | 5:03                           |
| 8.                             | "Perfect Match"                            | Tailes, Hollowell-Dhar, Singer-Vine                   | The Cataracs                   | 3:19                           |
| 9.                             | "Bass Down Low" (hợp tác với The Cataracs) | Tailes, Hollowell-Dhar, Singer-Vine                   | The Cataracs                   | 3:30                           |
| 10.                            | "Kiss My Lips"                             | Tailes, Hollowell-Dhar, Singer-Vine                   | The Cataracs                   | 3:27                           |
| 11.                            | "In the Dark"                              | Tailes, Hollowell-Dhar, Singer-Vine                   | The Cataracs                   | 3:48                           |
| 12.                            | "Shadows"                                  | Tailes, Hollowell-Dhar                                | The Cataracs                   | 4:23                           |
| Tổng thời lượng:               | Tổng thời lượng:                           | Tổng thời lượng:                                      | Tổng thời lượng:               | 43:43                          |

| Ca khúc tặng kèm ở Anh và Amazon | Ca khúc tặng kèm ở Anh và Amazon                 | Ca khúc tặng kèm ở Anh và Amazon                  | Ca khúc tặng kèm ở Anh và Amazon                                | Ca khúc tặng kèm ở Anh và Amazon |
| STT                              | Nhan đề                                          | Sáng tác                                          | Sản xuất                                                        | Thời lượng                       |
| -------------------------------- | ------------------------------------------------ | ------------------------------------------------- | --------------------------------------------------------------- | -------------------------------- |
| 13.                              | "Bass Down Low" (Remix hợp tác với Tinie Tempah) | Tailes, Hollowell-Dhar, Singer-Vine, Tinie Tempah | The Cataracs (additional production and vocals by Tinie Tempah) | 3:29                             |
| 14.                              | "In the Dark" (Remix hợp tác với Flo Rida)       | Tailes, Hollowell-Dhar, Singer-Vine, Flo Rida     | The Cataracs (additional vocals by Flo Rida)                    | 3:48                             |
| Tổng thời lượng:                 | Tổng thời lượng:                                 | Tổng thời lượng:                                  | Tổng thời lượng:                                                | 51:00                            |

| Ca khúc tặng kèm ở Úc, iTunes ở Anh | Ca khúc tặng kèm ở Úc, iTunes ở Anh               | Ca khúc tặng kèm ở Úc, iTunes ở Anh               | Ca khúc tặng kèm ở Úc, iTunes ở Anh                             | Ca khúc tặng kèm ở Úc, iTunes ở Anh |
| STT                                 | Nhan đề                                           | Sáng tác                                          | Sản xuất                                                        | Thời lượng                          |
| ----------------------------------- | ------------------------------------------------- | ------------------------------------------------- | --------------------------------------------------------------- | ----------------------------------- |
| 13.                                 | "Bass Down Low" (Remix hợp tác với Tinie Tempah)  | Tailes, Hollowell-Dhar, Singer-Vine, Tinie Tempah | The Cataracs (additional production and vocals by Tinie Tempah) | 3:29                                |
| 14.                                 | "In the Dark" (Remix hợp tác với Flo Rida)        | Tailes, Hollowell-Dhar, Singer-Vine, Flo Rida     | The Cataracs (additional vocals by Flo Rida)                    | 3:48                                |
| 15.                                 | "Killer"                                          |                                                   | The Cataracs                                                    | 3:27                                |
| 16.                                 | "Top of the World" (The Cataracs hợp tác với Dev) | The Cataracs, Tailes                              | The Cataracs                                                    | 3:41                                |
| 17.                                 | "Bass Down Low" (Music video)                     | Tailes, Hollowell-Dhar, Singer-Vine               | Ethan Lader (Director)                                          | 3:39                                |
| 18.                                 | "In the Dark" (Music video)                       | Tailes, Hollowell-Dhar, Singer-Vine               | Ethan Lader (Director)                                          | 3:46                                |
| Tổng thời lượng:                    | Tổng thời lượng:                                  | Tổng thời lượng:                                  | Tổng thời lượng:                                                | 65:33                               |

| Phát hành kỹ thuật số ở Mỹ/Canada | Phát hành kỹ thuật số ở Mỹ/Canada       | Phát hành kỹ thuật số ở Mỹ/Canada                     | Phát hành kỹ thuật số ở Mỹ/Canada | Phát hành kỹ thuật số ở Mỹ/Canada |
| STT                               | Nhan đề                                 | Sáng tác                                              | Sản xuất                          | Thời lượng                        |
| --------------------------------- | --------------------------------------- | ----------------------------------------------------- | --------------------------------- | --------------------------------- |
| 1.                                | "Getaway"                               | Devin Tailes, Niles Hollowell-Dhar, David Singer-Vine | The Cataracs                      | 2:21                              |
| 2.                                | "In My Trunk"                           | Tailes, Hollowell-Dhar, Singer-Vine                   | The Cataracs                      | 3:18                              |
| 3.                                | "Me"                                    | Tailes, Hollowell-Dhar, Singer-Vine                   | The Cataracs                      | 3:37                              |
| 4.                                | "Naked" (song ca với Enrique Iglesias)  | Tailes, Hollowell-Dhar, Singer-Vine, Iglesias         | The Cataracs                      | 3:58                              |
| 5.                                | "Lightspeed"                            | Tailes, Hollowell-Dhar, Singer-Vine                   | The Cataracs                      | 4:00                              |
| 6.                                | "Breathe"                               | Tailes, Hollowell-Dhar, Singer-Vine                   | The Cataracs                      | 3:40                              |
| 7.                                | "Dancing Shoes"                         | Tailes, Hollowell-Dhar                                | The Cataracs                      | 5:03                              |
| 8.                                | "Perfect Match"                         | Tailes, Hollowell-Dhar, Singer-Vine                   | The Cataracs                      | 3:19                              |
| 9.                                | "In the Dark"                           | Tailes, Hollowell-Dhar, Singer-Vine                   | The Cataracs                      | 3:48                              |
| 10.                               | "Kiss My Lips" (hợp tác với Fabolous)   | Tailes, Hollowell-Dhar, Singer-Vine                   | The Cataracs                      | 3:51                              |
| 11.                               | "Shadows"                               | Tailes, Hollowell-Dhar                                | The Cataracs                      | 4:23                              |
| 12.                               | "Don't Hurt It" (hợp tác với Timbaland) | Tailes, Hallowell-Dhar, Singer-Vine                   | The Cataracs                      | 4:01                              |
| Tổng thời lượng:                  | Tổng thời lượng:                        | Tổng thời lượng:                                      | Tổng thời lượng:                  | 45:19                             |

| Ca khúc tặng kèm bản kỹ thuật số ở Canada | Ca khúc tặng kèm bản kỹ thuật số ở Canada  | Ca khúc tặng kèm bản kỹ thuật số ở Canada | Ca khúc tặng kèm bản kỹ thuật số ở Canada | Ca khúc tặng kèm bản kỹ thuật số ở Canada |
| STT                                       | Nhan đề                                    | Sáng tác                                  | Sản xuất                                  | Thời lượng                                |
| ----------------------------------------- | ------------------------------------------ | ----------------------------------------- | ----------------------------------------- | ----------------------------------------- |
| 13.                                       | "Bass Down Low" (hợp tác với The Cataracs) | Tailes, Hallowell-Dhar, Singer-Vine       | The Cataracs                              | 3:31                                      |
| Tổng thời lượng:                          | Tổng thời lượng:                           | Tổng thời lượng:                          | Tổng thời lượng:                          | 48:49                                     |

| Bản repackaged ở Brazil và UK repackaged | Bản repackaged ở Brazil và UK repackaged   | Bản repackaged ở Brazil và UK repackaged              | Bản repackaged ở Brazil và UK repackaged | Bản repackaged ở Brazil và UK repackaged |
| STT                                      | Nhan đề                                    | Sáng tác                                              | Sản xuất                                 | Thời lượng                               |
| ---------------------------------------- | ------------------------------------------ | ----------------------------------------------------- | ---------------------------------------- | ---------------------------------------- |
| 1.                                       | "Getaway"                                  | Devin Tailes, Niles Hollowell-Dhar, David Singer-Vine | The Cataracs                             | 2:21                                     |
| 2.                                       | "In My Trunk"                              | Tailes, Hollowell-Dhar, Singer-Vine                   | The Cataracs                             | 3:18                                     |
| 3.                                       | "Me"                                       | Tailes, Hollowell-Dhar, Singer-Vine                   | The Cataracs                             | 3:37                                     |
| 4.                                       | "Naked" (song ca với Enrique Iglesias)     | Tailes, Hollowell-Dhar, Singer-Vine, Iglesias         | The Cataracs                             | 3:58                                     |
| 5.                                       | "Lightspeed"                               | Tailes, Hollowell-Dhar, Singer-Vine                   | The Cataracs                             | 4:00                                     |
| 6.                                       | "Breathe"                                  | Tailes, Hollowell-Dhar, Singer-Vine                   | The Cataracs                             | 3:40                                     |
| 7.                                       | "Dancing Shoes"                            | Tailes, Hollowell-Dhar                                | The Cataracs                             | 5:03                                     |
| 8.                                       | "Perfect Match"                            | Tailes, Hollowell-Dhar, Singer-Vine                   | The Cataracs                             | 3:19                                     |
| 9.                                       | "In the Dark" (hợp tác với Flo Rida)       | Tailes, Hollowell-Dhar, Singer-Vine                   | The Cataracs                             | 3:48                                     |
| 10.                                      | "Kiss My Lips" (hợp tác với Fabolous)      | Tailes, Hollowell-Dhar, Singer-Vine                   | The Cataracs                             | 3:51                                     |
| 11.                                      | "Shadows"                                  | Tailes, Hollowell-Dhar                                | The Cataracs                             | 4:23                                     |
| 12.                                      | "Don't Hurt It" (hợp tác với Timbaland)    | Tailes, Hallowell-Dhar, Singer-Vine                   | The Cataracs                             | 4:01                                     |
| 13.                                      | "Take Her From You"                        | Tailes, Hollowell-Dhar, Singer-Vine                   | The Cataracs                             | 3:26                                     |
| 14.                                      | "Bass Down Low" (hợp tác với Tinie Tempah) | Tailes, Hollowell-Dhar, Singer-Vine, Tinie Tempah     | The Cataracs                             | 3:30                                     |
| 15.                                      | "Bass Down Low" (hợp tác với The Cataracs) | Tailes, Hollowell-Dhar, Singer-Vine                   | The Cataracs                             | 3:30                                     |
| Tổng thời lượng:                         | Tổng thời lượng:                           | Tổng thời lượng:                                      | Tổng thời lượng:                         | 55:32                                    |

## Charts
| Chart (2011–12)            | Peak position |
| -------------------------- | ------------- |
| Canadian Albums Chart      | 67            |
| UK Albums Chart            | 136           |
| US Billboard 200           | 61            |
| US Dance/Electronic Albums | 6             |
| US Digital Albums          | 14            |